# FK Kajsar Kyzylorda
FK Kajsar Kyzylorda (kazašsky Қайсар футбол клубы) je kazachstánský fotbalový klub z města Kyzylorda, který byl založen v roce 1968. Letopočet založení je i v klubovém emblému. Svá domácí utkání hraje na stadionu Ganyho Muratbajeva s kapacitou 7 300 míst.

## Úspěchy
- 4× vítěz Birinši Ligasy (1995, 2005, 2013, 2016)[2]
- 2× vítěz kazašského fotbalového poháru (1998/99, 2019)[3]

## Historické názvy
- Volna (1968)
- Avtomobilist Kyzylorda (1968-1973)
- Meliorator Kyzylorda (1974-1978)
- Kajsar Kyzylorda (1990-1995)
- Kajsar-Munaj Kyzylorda (1996-1997)
- Kajsar-Hurricane Kyzylorda (1997-2000)
- Kajsar Kyzylorda (2001-)